# Krasnorosty
Krasnorosty (Rhodophyta) – typ (gromada) wyspecjalizowanych glonów należących do królestwa roślin, liczący ok. 5 tysięcy gatunków wyraźnie odrębnych od protistów. W aktualnych ujęciach jeden z trzech kladów bazowych supergrupy Archaeplastida. Jak sama nazwa krasnorostów wskazuje, oprócz chlorofilu (a i d) zawierają także inne barwniki, a mianowicie czerwoną fikoerytrynę i niebieską fikocyjaninę.
Materiałem zapasowym krasnorostów są: wielocukier „skrobia krasnorostowa”, florydozydy i substancje lipidowe. Cechą charakterystyczną krasnorostów jest brak stadium wiciowego, odróżniający je od większości glonów (wici nie posiadają nawet plemniki). Ściana komórkowa zbudowana jest z dwóch warstw, wewnętrznej celulozowej i zewnętrznej pektynowej, która jest wysycona substancjami zapobiegającymi wysychaniu, takimi jak: kwas alginowy, galaktozy: karagen, ksylan, mannan, agar, porfyran i furcela. Plastydy krasnorostów zawierają pojedyncze tylakoidy podobne do tylakoidów sinic, a odmienne od „ułożonych” w stosy tylakoidów innych glonów. Krasnorosty rozmnażają się na drodze oogamii, poprzez nieruchome gamety męskie (spermacja) i nieruchome gamety żeńskie (karpogonia). Podczas rozmnażania płciowego do lęgni zasysane są poprzez włostek gamety męskie zawarte w plemni.
Większość krasnorostów to glony morskie, bentosowe, ale zdarzają się też epifity, a nawet pasożyty lub organizmy słodkowodne (np. żabirośl Batrychospermum). Formy podobne do koralowców, o ścianach inkrustowanych węglanem wapnia lub magnezu mają znaczenie dla kształtowania wapiennych raf koralowych (koralka Corallina, skalinek Lithotamnion). Żyją w środowisku wodnym.
Najstarszym znanym przedstawicielem krasnorostów (a zarazem najstarszym znanym eukariontem i organizmem rozmnażającym się płciowo) jest Bangiomorpha pubescens z proterozoiku, sprzed około 1,2 mld lat.
Głównym produktem wytwarzanym przez człowieka z krasnorostów jest agar-agar.

## Systematyka
Podział krasnorostów oparty na kryteriach filogenetycznych nie jest znany. Starsze podziały i stosowane obecnie uważane są za konstrukcje sztuczne oraz prowizoryczne. Zazwyczaj w gromadzie krasnorostów wyróżnia się trzy klasy (wg starszej klasyfikacji tylko dwie pierwsze):
- bangiowe (Bangiophyceae)
- krasnorosty właściwe (Florideophyceae)
- cyjanidiowe (Cyanidiophyceae)

Przedstawicielami krasnorostów są m.in. chrząstnica kędzierzawa (Chondrus crispus) znana również jako mech irlandzki, rurecznica (Polypsiphonia), widlik (Furcellaria) oraz gatunek wykorzystywany w kuchni chińskiej i japońskiej: szkarłatnica delikatna (Porphyra tenera).

## Przemiana pokoleń
U roślin przemiana pokoleń ma zwykle następujący cykl: g-s-g-s-g-s-g-s..., gdzie g to gametofit, a s to sporofit.
Krasnorosty są jedynym wyjątkiem ponieważ u nich przemiana ma następujący schemat: g-s-s-g-s-s-g. Pełny cykl życiowy obejmuje trzy pokolenia:
- haploidalny gametofit, na którym znajdują się gametangia: męskie – spermatangia; żeńskie – karpogonia
- diploidalny karposporofit powstający z zygoty i rozwijający się na gametoficie i wytwarzający diploidalne zarodniki karpospory
- powstający z kiełkujących karpospor diploidalny tetrasporofit wytwarzający w wyniku mejozy haploidalne zarodniki tetraspory, z których powstają haploidalne gametofity.